# 188-я бомбардировочная авиационная дивизия
188-я бомбардировочная авиационная Рижская дивизия  (188-я бад) — соединение Военно-Воздушных сил (ВВС) Вооружённых Сил РККА бомбардировочной авиации, принимавшее участие в Великой Отечественной войне.

## История наименований дивизии
- 188-я бомбардировочная авиационная дивизия (04.11.1944 г.);
- 188-я бомбардировочная авиационная Рижская дивизия (13.10.1944 г.).

## История и боевой путь дивизии
Дивизия начала формирование в июне 1944 года в составе ВВС Московского военного округа. С сентября 1944 года дивизия в составе 15-й воздушной армии 2-го Прибалтийского фронта участвовала в Рижской наступательной операции и освобождении Прибалтики. За отличие в боях за Ригу получила почётное наименование «Рижская». На заключительном этапе войны дивизия поддерживала наземные войска при ликвидации Курляндской группировки войск противника.

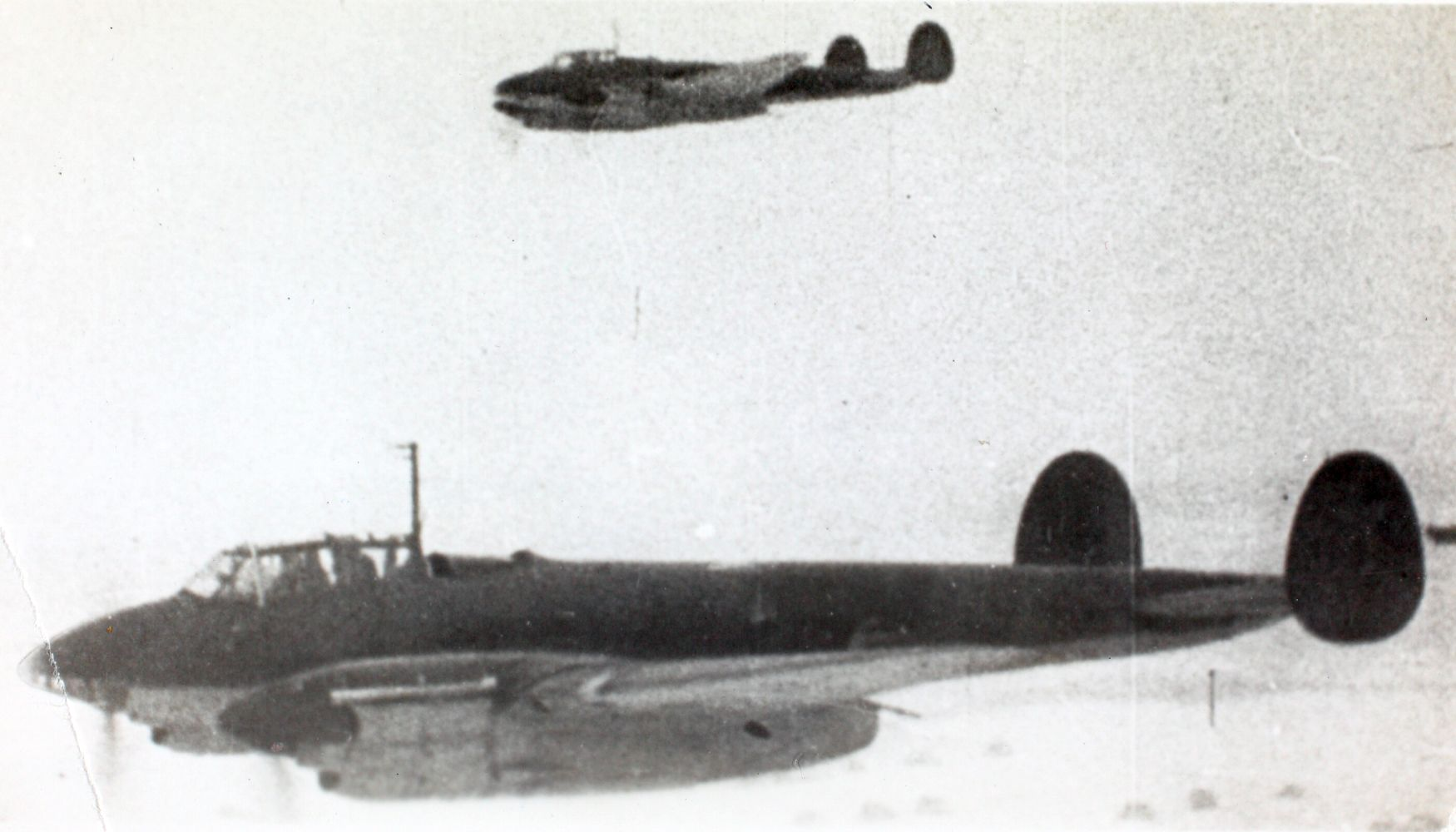
Самолёт Пе-2 был на вооружении всех полков дивизии всю войну. Этими самолётами дивизия бомбила Берлин а мае 1945 года.

С апреля 1945 года дивизия в составе 16-й воздушной армии 1-го Белорусского фронта участвовала в Берлинской наступательной операции.
Дивизия участвовала в операциях:
- Рижская наступательная операция — с 14 сентября 1944 года по 22 октября 1944 года.
- Прибалтийская наступательная операция — с 14 сентября 1944 года по 24 ноября 1944 года.
- Блокада и ликвидация Курляндской группировки — с 8 октября 1944 года по апрель 1945 года.
- Восточно-Прусская наступательная операция — с 13 января по 25 апреля 1945 года.
- Кёнигсбергская операция — с 6 апреля по 9 апреля 1945 года.
- Берлинская наступательная операция — с 16 апреля по 2 мая 1945 года.

В составе действующей армии дивизия находилась с 16 августа 1944 года по 9 мая 1945 года.

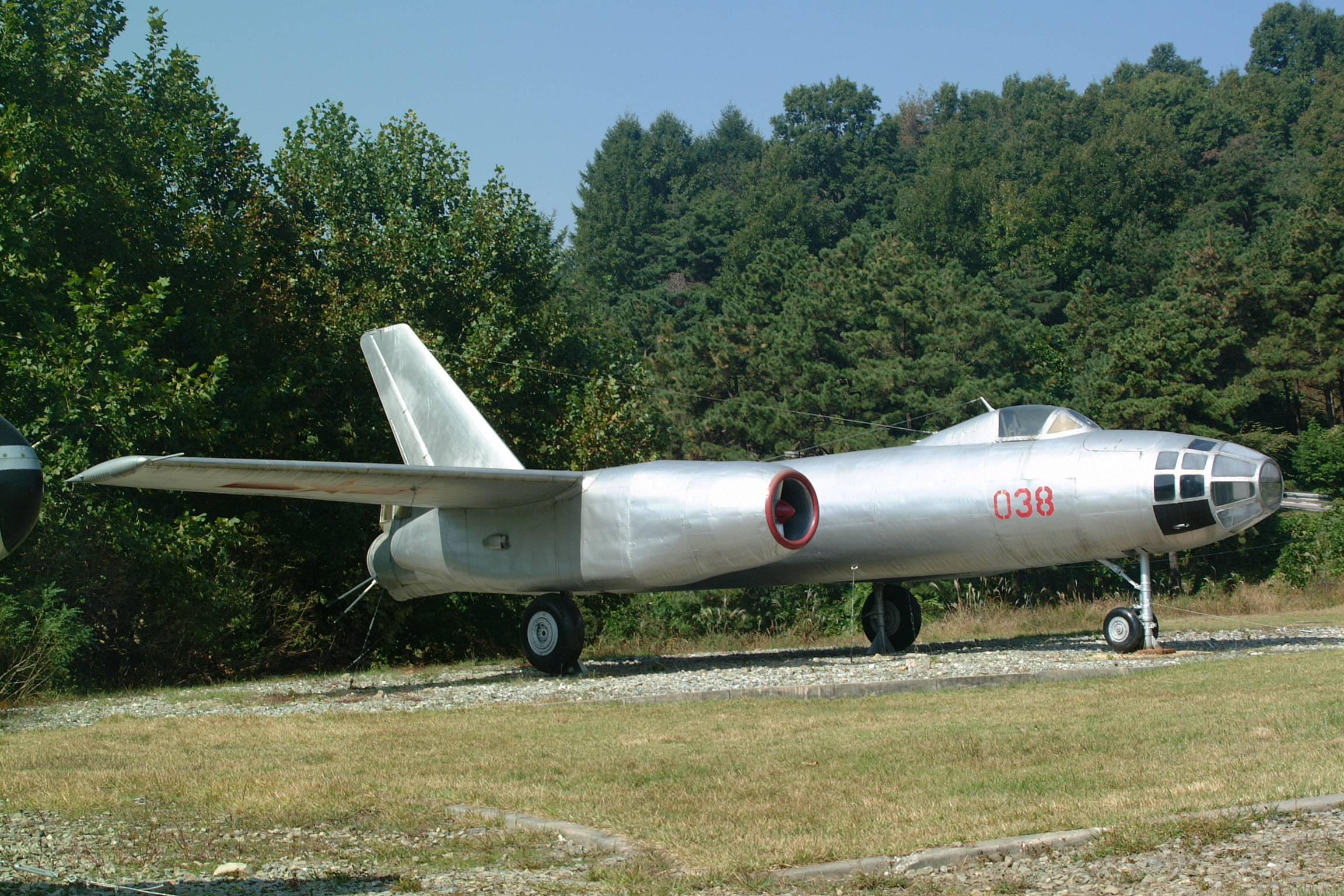
Самолет Ил-28 стал основным самолётом дивизии в начале 50-х годов, сменив Ту-2. На этом типе летал 650-й полк на аэродроме Марнеули (Сандар)

После войны дивизия входила в состав 16-й воздушной армии 1-го Белорусского фронта. 29 мая 1945 года после формирования на базе 1-го Белорусского фронта Группы советских оккупационных войск в Германии авиационная группировка 16-й воздушной армии претерпела изменения. Дивизия в полном составе перебазировалась в Закавказье в состав 11-й воздушной армии. В конце 40-х годов XX века дивизия передана в состав 7-й воздушной армии Закавказского военного округа, с 1949 года — 62-я воздушная армия. Дивизия существовала до конца 50-х годов и была расформирована.

## Боевой состав дивизии на День победы 9 мая 1945 года
- 4-й гвардейский бомбардировочный авиационный Новгородский полк.
- 367-й бомбардировочный авиационный Краснознаменный полк.
- 373-й ночной бомбардировочный авиационный полк.
- 650-й бомбардировочный авиационный Краснознаменный полк.

## Командир дивизии
- полковник Пушкин Анатолий Иванович[1], июнь 1944 — март 1950 года.

## Почетные наименования
- 188-й бомбардировочной авиационной дивизии Приказом НКО на основании Приказа ВГК № 196 от 13 октября 1944 года за отличие в боях при овладении столицей Советской Латвии городом Рига — важной военно-морской базой и мощным узлом обороны немцев в Прибалтике присвоено почетное наименование «Рижская»[5].
- 650-му бомбардировочному авиационному Краснознаменному полку Приказом НКО на основании Приказа ВГК № 355 от 1 мая 1945 года за отличие в боях при штурме и овладении городом Бранденбург — центром Бранденбургской провинции и мощным опорным пунктом обороны немцев в Центральной Германии присвоено почётное наименование «Бранденбургский»[6].
- 367-му бомбардировочному авиационному Краснознаменному полку Приказом НКО № 0111 от 11 июня 1945 года на основании Приказа ВГК № 359 от 2 мая 1945 года за отличие в боях при разгроме берлинской группы немецких войск овладением столицы Германии городом Берлин — центром немецкого империализма и очагом немецкой агрессии присвоено почётное наименование «Берлинский»[7].
- 373-му ночному бомбардировочному авиационному полку Приказом НКО № 0111 от 11 июня 1945 года на основании Приказа ВГК № 359 от 2 мая 1945 года за отличие в боях при разгроме берлинской группы немецких войск овладением столицы Германии городом Берлин — центром немецкого империализма и очагом немецкой агрессии присвоено почётное наименование «Берлинский»[7].

## Герои Советского Союза
- Данюшин Николай Алексеевич, гвардии старшина, стрелок-радист 4-го гвардейского бомбардировочного авиационного полка 188-й бомбардировочной авиационной дивизии 15-й воздушной армии за образцовое выполнение заданий командования и проявленные мужество и героизм в боях с немецко-фашистскими захватчиками Указом Президиума Верховного Совета СССР от 18 августа 1945 года удостоен звания Герой Советского Союза. Золотая Звезда № 7991.
- Иванов Виталий Андреевич, гвардии старший лейтенант, командир звена 4-го гвардейского бомбардировочного авиационного полка 188-й бомбардировочной авиационной дивизии 15-й воздушной армии за мужество и героизм, проявленные в боях с немецко-фашистскими захватчиками, Указом Президиума Верховного Совета СССР от 18 августа 1945 года удостоен звания Герой Советского Союза. Золотая Звезда № 8566.
- Калиниченко Семён Зиновьевич, капитан, штурман эскадрильи 367-го бомбардировочного авиационного полка 188-й бомбардировочной авиационной дивизии 15-й воздушной армии за мужество и героизм, проявленные в боях, Указом Президиума Верховного Совета СССР от 18 августа 1945 года удостоен звания Герой Советского Союза. Золотая Звезда № 8726.
- Кудрявцев Сергей Сергеевич, старший лейтенант, штурман звена 373-го ночного бомбардировочного авиационного полка 188-й бомбардировочной авиационной дивизии 15-й воздушной армии за образцовое выполнение заданий командования и проявленные мужество и героизм в боях с немецко-фашистскими захватчиками Указом Президиума Верховного Совета СССР от 18 августа 1945 года удостоен звания Герой Советского Союза. Золотая Звезда № 7950.
- Милецкий Вениамин Михайлович, капитан, штурман эскадрильи 373-го ночного бомбардировочного авиационного полка 188-й бомбардировочной авиационной дивизии 15-й воздушной армии за образцовое выполнение боевых заданий командования на фронте борьбы с немецкими захватчиками и проявленные при этом отвагу и геройство Указом Президиума Верховного Совета СССР от 18 августа 1945 года удостоен звания Герой Советского Союза. Золотая Звезда № 8907.
- Ружин Владимир Михайлович, старший лейтенант, заместитель командира эскадрильи 367-го бомбардировочного авиационного полка (2-го формирования) 188-й бомбардировочной авиационной дивизии 15-й воздушной армии за образцовое выполнение боевых заданий командования на фронте борьбы с немецкими захватчиками и проявленные при этом отвагу и геройство Указом Президиума Верховного Совета СССР от 18 августа 1945 года удостоен звания Герой Советского Союза. Золотая Звезда № 8600.
- Семак Павел Иванович, гвардии капитан, командир эскадрильи 4-го гвардейского бомбардировочного авиационного полка за образцовое выполнение боевых заданий командования на фронте борьбы с немецкими захватчиками и проявленные при этом отвагу и геройство Указом Президиума Верховного Совета СССР от 23 февраля 1945 года присвоено звание Героя Советского Союза с вручением ордена Ленина и медали «Золотая Звезда» (№ 5362).
- Тюриков Сергей Петрович, гвардии майор, штурман 4-го Гвардейского бомбардировочного авиационного полка 188-й бомбардировочной авиационной дивизии 15-й воздушной армии за образцовое выполнение боевых заданий командования по уничтожению живой силы и техники противника и проявленные при этом мужество и героизм Указом Президиума Верховного Совета СССР от 18 августа 1945 года удостоен звания Герой Советского Союза. Золотая Звезда № 8657.
- Франчук Карп Яковлевич, капитан, штурман эскадрильи 650-го бомбардировочного авиационного полка 188-й бомбардировочной авиационной дивизии 15-й воздушной армии за мужество и героизм, проявленные в боях, Указом Президиума Верховного Совета СССР от 18 августа 1945 года удостоен звания Герой Советского Союза. Золотая Звезда № 8879.